# Kista (postort)
Kista är en postort i Västerort inom Stockholms kommun, som omfattar stadsdelarna Akalla, Hansta, Husby och Kista.  Postnumren ligger i serien 164 XX .
Området sammanfaller huvudsakligen med förutvarande Kista församling. Även en liten del av Sollentuna kommun ingår i postorten.

## Historik
När det hitintills obebyggda området på Järvafältet bebyggdes på 1970-talet ingick det i den närliggande postorten Spånga. Därefter inrättades egen postadress. Inom området fanns tre postkontor, Kista 1, Kista 2 och Kista 3, numera ersatta av postombud.